# Violante Visconti
Violante Visconti (Pavia, 1354 – Pavia, novembre 1386)  fu duchessa di Clarence dal 15 giugno 1368 al 17 ottobre 1368, fu poi marchesa consorte di Monferrato dal 1377 al 1378.

## Biografia
Era la seconda dei tre figli di Galeazzo II Visconti, Signore di Pavia e co-Signore di Milano insieme a Bernabò Visconti, e di Bianca di Savoia.

### Il sontuoso matrimonio
Nell'ambito della complessa trama di alleanze diplomatiche perseguita dal padre, appena tredicenne andò in sposa a Lionello, figlio di re Edoardo III d'Inghilterra e vedovo di Elisabetta de Burgh. La dote ammontava a 200.000 fiorini d'oro, una cifra enorme per l'epoca, insieme ai feudi di Alba, Cuneo, Mondovì, Cherasco e Braida.
Il 17 maggio 1368, vigilia di Pentecoste, Lionello giunse a Milano davanti a Porta Ticinese insieme al conte Amedeo VI di Savoia, ai poeti Geoffrey Chaucer e Jean Froissart e ad una compagnia di 2.000 soldati inglesi molti dei quali armati di arco lungo e di targa. 
Lo attendevano Galeazzo II Visconti, sua moglie Bianca di Savoia, Isabella di Valois, Ricciarda della Scala moglie del nobile bolognese Andrea Pepoli e altre ottanta dame tutte vestite con camore scarlatte con maniche di panno bianco ricamate a trifoglio e strette ai fianchi da cinture dorate del valore di ottanta fiorini l'una. Vi erano inoltre ad accoglierlo Gian Galeazzo Visconti accompagnato da trenta cavalieri e altrettanti scudieri su puledri bardati a giostra, seguivano i consiglieri Manfredo da Saluzzo e Protaso Caimo, Francesco di Zacadei, Domenico degli Ardizzoni, Giacomo Previdi e il vicario Gaspare Vazaforte, anch'essi tutti vestiti allo stesso modo. L'ultima schiera era infine formata da Pietro da Biassono, Zanolo degli Ermenulfi, Francesco del Bene, Giovannolo da Birago ed Erigolo del Conte accompagnata dai loro servitori stretti da cinture d'argento. I componenti del corteo smontarono nei pressi l'Arengo e i cavalli vennero ricoverati nelle scuderie del palazzo.
Il 15 giugno Bernardo Rossi, vescovo di Novara, celebrò le nozze in pompa magna in piazza presso i portoni della cattedrale di Santa Maria Maggiore e Bernabò Visconti fece da padrino alla nipote. Seguì un sontuoso banchetto che si tenne nella piazza dell'Arengo, accanto alla cattedrale. Era composto da due lunghe tavolate, la prima occupata da Lionello, Galeazzo II, Bernabò e i suoi figli Matteo e Lodovico, Amedeo VI, il vescovo di Novara, Francesco Petrarca, da molti altri nobili e insigni cittadini pisani, la seconda da Violante Visconti, Bianca di Savoia, Regina della Scala, Isabella di Valois e altre cinquanta dame.
Seguirono ben diciotto imbandigioni, ciascuna doppia e abbinata ad un dono, che ci sono state tramandate dal Corio:
- Prima imbandigione: due porcellini dorati che mandavano fuoco dalla bocca e pesce in porchetta; si presentarono due levrieri con collari di velluto e cordoni di seta e dodici coppie di segugi dai collari di cuoio con cordoni di seta, legati a catene dorate in quattro gruppi di sei per ciascuna;
- Seconda imbandigione: lepri e lucci dorati; dodici coppie di levrieri con fibbie dorate, collari e lacci di seta insieme a sei astori con longoli d'argento smaltati con il blasone di Galeazzo Visconti e del conte Gian Galeazzo;

- Terza imbandigione: un vitello dorato e delle trote dorate; sei cani con i collari di velluto, fibbie e borchie dorate di oricalco e lacci di seta insieme a sei sparvieri;
- Quarta imbandigione: quaglie e pernici dorate con trote arrostite dorate; dodici sparvieri con sonagli di oricalco, braghette e longole di seta e bottoni d'argento con i blasoni di cui sopra, dodici bracchi con catene dorate e lacci di seta;
- Quinta imbandigione: anatre e aironi dorati; sei falconi con cappucci di velluto e perle e maggette d'argento con i blasoni di cui sopra;
- Sesta imbandigione: carne di manzo e capponi grassi in salsa d'aglio e storioni in acqua; dodici panzironi con fibbie d'acciaio e mazzi d'argento con i blasoni di cui sopra;
- Settima imbandigione: capponi, carne e pesce in salsa di limone; dodici armature complete da giostra con due "schive" dorate per armatura, dodici selle e dodici lance rifinite in oricalco dorato con i blasoni di Galeazzo e del Savoia, due selle ornate d'argento smaltato;
- Ottava imbandigione: pasticcio di carne di bue e pasticcio di anguille grasse; dodici armature complete da guerra di cui due ornate d'argento;
- Nona imbandigione: gelatine di carne e pesce; dodici pezzi di broccato d'oro e dodici di seta;
- Decima imbandigione: galantina di carne e di lamprede; due fiaschi d'argento smaltati di cui uno pieno di malvasia e l'altro di vernaccia, sei bacili d'argento dorati e smaltati;
- Undicesima imbandigione: capretti ed agoni arrosto; sei coppie di cavalli dalle selle guarnite d'argento, sei lance, sei targhette dorate, sei elmi d'acciaio di cui uno guarnito d'oricalco dorato e due di argento dorato;
- Dodicesima imbandigione: lepri e caprioli in civiero dorate e pesci in civiero d'argento; sei corsieri con selle dorate con il blasoni di cui sopra;
- Tredicesima imbandigione: carne di cervo e di bue a formetta e pichi; sei destrieri dalle briglie dorate e corregge in velluto verde, sei tabarri in velluto verde con bottone e fiocco rosso e pendagli di seta;
- Quattordicesima imbandigione: capponi e polli in salsa rossa e verde con "pomi citroni" e tinche; sei grandi destrieri con briglie dorate, mantelli di velluto rosso con bottoni e fiocchi d'oro, cavezze in velluto cremisi;
- Quindicesima imbandigione: pavoni con verze e fagioli, lingue salate, pesce in carpione; un cappuccio con un fiore ricoperto di perle e una giubba guarnita con perle, entrambi foderati in ermellino;
- Sedicesima imbandigione: conigli, pavoni, cigni e anatre arrostite; un grande bacile d'argento, un fermaglio, un rubino, un diamante, una perla e quattro cinti smaltati;
- Diciassettesima imbandigione: giuncate e formaggio; dodici buoi grassi;
- Diciottesima imbandigione: frutta e ciliegie; due corsieri note come "il leone" e "l'abate", di cui il primo del Savoia.

Furono infine presentati settantasei cavalli offerti da Gian Galeazzo Visconti. I festeggiamenti continuarono per diversi giorni e per il loro sfarzo sollevarono clamore in tutta Europa.
Violante rimase vedova pochi mesi dopo, quando Lionello morì nel suo feudo di Alba in ottobre (voci del tempo dissero avvelenato da Galeazzo).

### Secondo e terzo matrimonio e morte
Il 2 agosto 1377 Violante si sposò nuovamente con Ottone, marchese del Monferrato, di 6 anni più giovane di lei. Morto quest'ultimo alla fine del 1378 durante una battuta di caccia o in una rissa.
Nel 1381 si sposò in terze nozze con il cugino Ludovico Visconti, figlio di Bernabò e governatore di Lodi e Parma, con cui ebbe un figlio, Giovanni. Il marito venne però imprigionato a seguito del colpo di stato di Gian Galeazzo Visconti del 1385. Violante morì a Pavia nel novembre del 1386 e venne sepolta nella basilica di San Pietro in Ciel d'Oro.

## Discendenza
Violante e Ludovico ebbero un figlio:
- Giovanni, nato dopo il 1382 che fu signore di Lodi.

## Ascendenza
|                      |                    |                          | Genitori                |  |  | Nonni |  |  | Bisnonni          |  |  | Trisnonni         |  |
|                      |                    |                          |                         |  |  |       |  |  | Matteo I Visconti |  |  | Teobaldo Visconti |  |
|                      |                    |                          |                         |  |  |       |  |  | Matteo I Visconti |  |  | Teobaldo Visconti |  |
|                      |                    | Anastasia Pirovano       |                         |  |  |       |  |  | Matteo I Visconti |  |  |                   |  |
| Stefano Visconti     |                    |                          |                         |  |  |       |  |  | Matteo I Visconti |  |  |                   |  |
|                      |                    | Bonacossa Borri          | Squarcino Borri         |  |  |       |  |  |                   |  |  |                   |  |
|                      |                    | Bonacossa Borri          | Squarcino Borri         |  |  |       |  |  |                   |  |  |                   |  |
|                      |                    | Bonacossa Borri          | Antonia?                |  |  |       |  |  |                   |  |  |                   |  |
| Galeazzo II Visconti |                    | Bonacossa Borri          |                         |  |  |       |  |  |                   |  |  |                   |  |
|                      |                    | Bernabò Doria            | Branca Doria            |  |  |       |  |  |                   |  |  |                   |  |
|                      |                    | Bernabò Doria            | Branca Doria            |  |  |       |  |  |                   |  |  |                   |  |
|                      |                    | Bernabò Doria            | Caterina Zanca          |  |  |       |  |  |                   |  |  |                   |  |
| Valentina Doria      |                    | Bernabò Doria            |                         |  |  |       |  |  |                   |  |  |                   |  |
|                      |                    | Eliana Fieschi           | Federico Fieschi        |  |  |       |  |  |                   |  |  |                   |  |
|                      |                    | Eliana Fieschi           | Federico Fieschi        |  |  |       |  |  |                   |  |  |                   |  |
|                      |                    | Eliana Fieschi           | Chiara?                 |  |  |       |  |  |                   |  |  |                   |  |
| Violante Visconti    |                    | Eliana Fieschi           |                         |  |  |       |  |  |                   |  |  |                   |  |
|                      | Amedeo V di Savoia | Tommaso II di Savoia     |                         |  |  |       |  |  |                   |  |  |                   |  |
|                      | Amedeo V di Savoia | Tommaso II di Savoia     |                         |  |  |       |  |  |                   |  |  |                   |  |
|                      | Amedeo V di Savoia | Beatrice Fieschi         |                         |  |  |       |  |  |                   |  |  |                   |  |
| Aimone di Savoia     | Amedeo V di Savoia |                          |                         |  |  |       |  |  |                   |  |  |                   |  |
|                      |                    | Sibilla de Baugé         | Guido II de Baugé       |  |  |       |  |  |                   |  |  |                   |  |
|                      |                    | Sibilla de Baugé         | Guido II de Baugé       |  |  |       |  |  |                   |  |  |                   |  |
|                      |                    | Sibilla de Baugé         | Beatrice del Monferrato |  |  |       |  |  |                   |  |  |                   |  |
| Bianca di Savoia     |                    | Sibilla de Baugé         |                         |  |  |       |  |  |                   |  |  |                   |  |
|                      |                    | Teodoro I del Monferrato | Andronico II Paleologo  |  |  |       |  |  |                   |  |  |                   |  |
|                      |                    | Teodoro I del Monferrato | Andronico II Paleologo  |  |  |       |  |  |                   |  |  |                   |  |
|                      |                    | Teodoro I del Monferrato | Violante di Monferrato  |  |  |       |  |  |                   |  |  |                   |  |
| Violante Paleologa   |                    | Teodoro I del Monferrato |                         |  |  |       |  |  |                   |  |  |                   |  |
|                      |                    | Argentina Spinola        | Obizino Spinola         |  |  |       |  |  |                   |  |  |                   |  |
|                      |                    | Argentina Spinola        | Obizino Spinola         |  |  |       |  |  |                   |  |  |                   |  |
|                      |                    | Argentina Spinola        | Violante di Saluzzo     |  |  |       |  |  |                   |  |  |                   |  |
|                      |                    | Argentina Spinola        |                         |  |  |       |  |  |                   |  |  |                   |  |